# Lena Kristin Ellingsen
Lena Kristin Ellingsen (* 14. September 1980) ist eine norwegische Film- und Theaterschauspielerin.

## Leben
Ellingsen wuchs im nordnorwegischen Saltdal auf. Ihre Mutter arbeitete als Krankenschwester, ihr Vater starb, als sie noch jung war. In ihrer Kindheit beschäftigte sie sich viel mit Musik. In Bodø nahm sie an einem Casting für das Musical Grease teil. Dabei kam sie in die nähere Auswahl, erhielt die Rolle jedoch nicht. Stattdessen wurde ihr geraten, sich bei einer Theaterschule zu bewerben. Ellingsen selbst plante zunächst, Medizin zu studieren, schloss aber 2004 schließlich ihr Schauspielstudium an der Statens Teaterhøgskole ab.
Nach ihrem Studium arbeitete sie an verschiedenen Theatern wie dem Riksteatret, dem Oslo Nye Teater und dem Det Norske Teatret. Schließlich begann sie am Nationaltheatret zu spielen. Über die Jahre hinweg spielte sie an unterschiedlichen Theatern in verschiedenen Aufführungen mit. Beim Theaterpreis Heddaprisen wurde sie 2015 in der Kategorie der besten Nebendarstellerin ausgezeichnet. Grundlage waren ihre beiden Rollen als Belinda und Hexe in Dido + Aeneas. Neben ihrer Tätigkeit am Theater wirkte sie auch in TV-Produktionen mit. So spielte sie in drei Staffeln der beliebten Serie Himmelblå die Rolle der Karoline. Es folgten Auftritte in Serien wie Mammon und Kampen for tilværelsen. Des Weiteren war sie an Filmen wie Glassdukkene und 22. Juli beteiligt.
Im Jahr 2014 heiratete sie den Schauspieler Trond Fausa Aurvåg, den sie 2006 bei der Arbeit am Theater kennengelernt hatte.

## Auszeichnungen
- 2015: Heddaprisen

## Filmografie (Auswahl)
- 2008–2010: Himmelblå (Fernsehserie, 23 Folgen)
- 2011: Norwegische Gemütlichkeit (Fernsehserie, 4 Folgen)
- 2011–2015: Dag (Fernsehserie, 12 Folgen)
- 2014: Mammon (Fernsehserie, 5 Folgen)
- 2014: Glassdukkene
- 2014–2015: Kampen for tilværelsen (Fernsehserie, 10 Folgen)
- 2018: 22. Juli (22 July)
- 2020: Norsemen (Fernsehserie, 6 Folgen)
- 2021: Luka und das magische Theater (Kristiania magiske tivolitheater, Fernsehserie, 24 Folgen)
- 2021–2022: Olympiatroppen (Fernsehserie, 8 Folgen)
- 2023: R.I.P. Henry (Fernsehserie, 8 Folgen)